# Bengt Gustavsson (Tre Rosor)

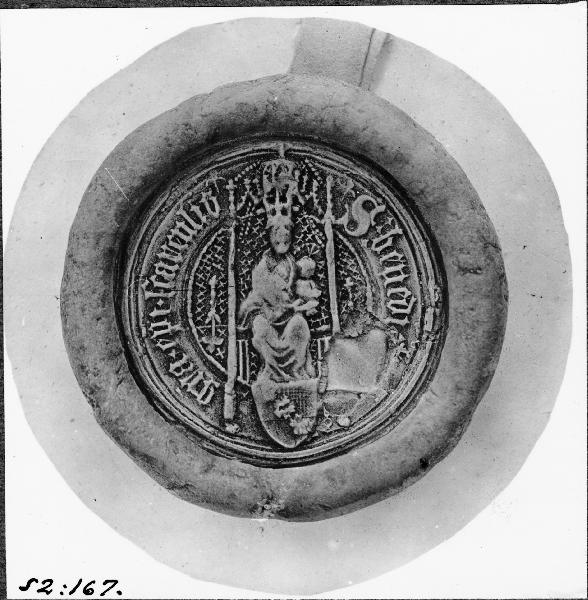
Bengt Gustavssons sigill 1452 som biskop i Skara.

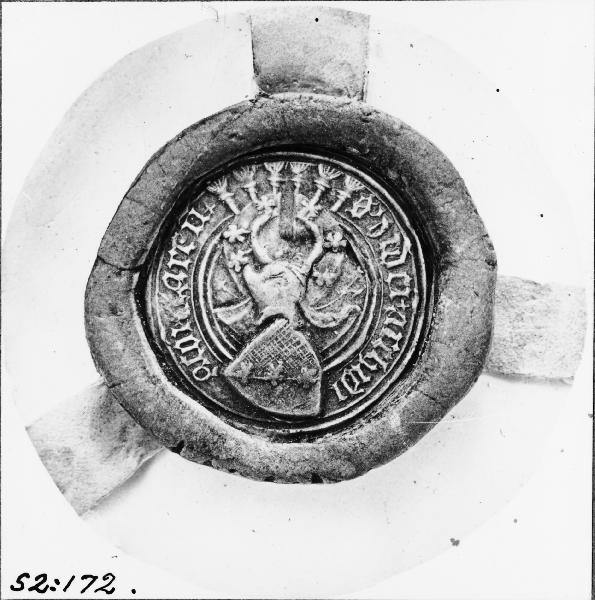
Bengt Gustafssons sigill 1449 som ärkedjäkne i Skara.

Bengt Gustavsson (Tre Rosor till Horshaga), död omkring 7 oktober 1460, var biskop i Skara stift från 1451. Han var son till västgötalagmannen och riddaren Gustav Magnusson och Märta Jonsdotter. 
Han var 1431 ärkedjäkne i Skara och valdes 1449 till biskop där. År 1451 avlade han sin biskopsed och blev kort därefter vigd till ämbetet. Bengt Gustavsson tillhörde som riksråd den svenska delegationen vid unionsmötet i Halmstad 1450 som svek Karl Knutsson i fråga om hans anspråk på norska kronan. 
När Kristian I inföll i Västergötland i maj 1452 övergick Bengt Gustavsson liksom svågern Laurens Snakenborg, systersonen Bengt Andersson (öra) och Bengt Gylta, som även han var besläktad med Bengt Gustavsson, till danskarna och uppmanade med skrivelser värmlänningarna att gå över till danske kungens sida. Sedan danskarna i augusti besegrats, blev Bengt Gustavsson tvungen att ta sin tillflykt till Danmark. I Sverige dömdes han att mista sitt adelskap och instämdes till midsommaren 1453 för att försvara sig mot anklagelserna om förräderi. Då ingen av de åtalade dök upp dömdes de i sin frånvaro till döden, och alla deras egendomar drogs in. 
Biskopsstolen i Skara uppfordrades att välja en ny biskop, och valet föll på Peder Laurensson, som dock aldrig tordes formellt ersätta den av påven godkände biskopen utan enbart styrde som ställföreträdare. Karl Knutssons fall 1457 innebar att Bengt Gustavsson återinsattes som biskop.